# Genod Droog
Genod Droog byla velšská hudební skupina. Roku 2007 byla skupina za své koncertní aktivity nominována na Pop Factory Awards. Své první album nazvané Ni Oedd y Genod Droog kapela vydala v roce 2008 (vydavatelství Slacyr). Obsahuje písně zpívané ve velšském jazyce. Vedle jiných se na nahrávce podílela zpěvačka Gwyneth Glyn. Ještě v roce 2008 skupina ukončila svou činnost.

## Diskografie
- Ni Oedd y Genod Droog (2008)